# Rainvillers
Rainvillers – miejscowość i gmina we Francji, w regionie Hauts-de-France, w departamencie Oise.
Według danych na rok 1990 gminę zamieszkiwały 863 osoby, a gęstość zaludnienia wynosiła 133 osoby/km² (wśród 2293 gmin Pikardii Rainvillers plasuje się na 334. miejscu pod względem liczby ludności, natomiast pod względem powierzchni na miejscu 735.).